# Büsch bei Merten
Büsch bei Merten ist ein Ortsteil der Gemeinde Eitorf im Rhein-Sieg-Kreis. Er liegt nördlich der Sieg. Ein weiterer Ortsteil Büsch im Gemeindegebiet liegt bei Mühleip südlich der Sieg.

## Lage
Büsch liegt auf der Mertener Höhe im Nutscheid auf einer Höhe von 210 m ü. NHN.

## Einwohner
1821 hatte der Ort 27 Bewohner.
1910 hatte Büsch die Haushalte Rottenarbeiter Matthias Buchholz, Witwe Matthias Buchholz, die Ackerer Franz, Johann, Philipp und Wilhelm Hänscheid, Ackerin Witwe Gerhard Trost und Ackerer Peter Trost verzeichnet. Damals gehörte der Weiler zur Gemeinde Merten.
1925 waren hier nur noch die Haushalte Witwe Helene Buchholz und die Ackerer Franz Hänscheid und Peter Trost verzeichnet.